# 东西伯利亚海
東西伯利亞海（羅馬化：Vostochno-Sibirskoye more，羅馬化：İlin Sibîrdêği bayğal  ）是北冰洋的緣海，位于北冰洋的北極角、南至西伯利亚海岸、西至新西伯利亞群島和楚科奇半岛附近的比林斯角间，东至弗兰格尔岛。该海西临拉普捷夫海，东临楚科奇海。
東西伯利亞海是北极地区裡最少被研究之地，該地特徵是氣候、海水鹽度低、動植物與人口稀少。此海水深通常小於50公尺，洋流緩慢、潮汐漲落小於25公分。此處經常起霧，特別是在夏天。此地有大量冰原，在8、9月時才會完全融化。
海岸邊數千年來皆有人居住，最初是尤卡吉尔人、楚科奇人、鄂溫人、鄂温克族等建立的部落，他們以漁獵、饲养驯鹿維生。後來這些部族先後被雅库特人、俄羅斯人吸收。
東西伯利亞海地区的主要產業是工業與航運，商業、漁業較不發達。此地最大城與港口是佩韦克，是俄羅斯最北端的城市。

## 名稱
東西伯利亞海過去有多個名字，且會交替使用。名字包含：因迪吉尔卡海（Indigirskoe）、科雷馬海（Kolymskoe）、北海（Severnoe）、西伯利亚海（Sibirskoe）和列多维托耶（Ledovitoe）。
1935年6月27日，苏联政府立法規定其名為東西伯利亞海。

## 地理

### 界限
國際海道測量組織对东西伯利亚海的界限定义如下： 
西界：拉普捷夫海的東界，從科捷利內島的最北端開始，穿越該島至馬德維角（Cape Madvejyi），再經過小利亞霍夫島至大利亞霍夫島的瓦金角（Cape Vaguin），然後延伸至大陸的斯維亞羅伊角。
北界：從弗兰格尔岛最北點（西經179°30′）畫線，連接德朗群島的北側（包括亨里埃塔島、珍妮特島）與本尼特島，再至科捷爾內島最北端。

东界： 從弗蘭格爾島最北端穿越該島至布洛瑟姆角，再到大陸的亚坎角（東經176°40′）。

### 地形

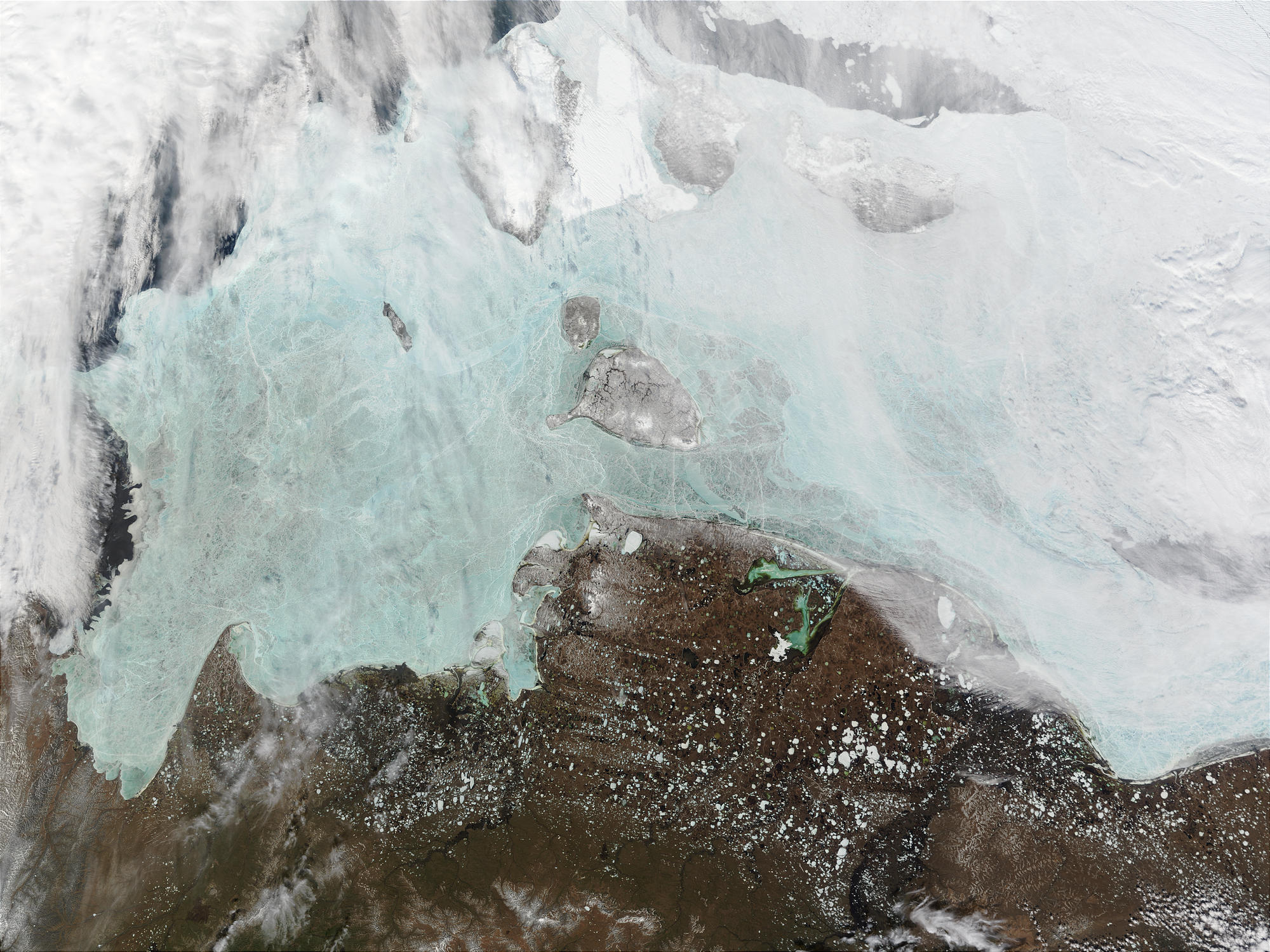
新西伯利亞群島卫星照，左侧为拉普捷夫海，右侧为东西伯利亚海。

由於北面直接與北極洋相通，東西伯利亞海的主要海灣（如科雷馬灣、科雷馬灣區與恰翁灣）大多位於其南部邊緣。海中央幾乎沒有島嶼，但沿岸分布著一些島嶼或群島，例如艾翁島與熊島群島。這些島嶼總面積僅約80平方公里。
東西伯利亞海流域總面積約為134萬平方公里。注入東西伯利亞海的主要河流包括：因迪吉爾卡河、阿拉澤亞河、大丘科奇亞河、科力馬河、勞丘阿河、恰翁河與佩格特梅利河，當中僅有少數可供航行。海岸線長達3,016公里，沿岸多曲折，有些海灣深入陸地，地形東西差異明顯。從新西伯利亞群島到科雷馬河口之間的海岸較為平坦、坡度緩，逐漸過渡為沼澤凍原與眾多小湖。而科雷馬河以東的沿岸則是多山地帶，懸崖陡峭。
海床由大陸棚組成，地形平坦，自西南向東北傾斜，底質以泥沙、砂礫為主，無明顯的起伏。約70%的海域水深小於50公尺，絕大部分為20–25公尺。在科力馬河與因迪吉爾卡河口東北方海底，有一些深溝，推測為史前河谷被海水淹沒後形成。海西部淺水區稱為「新西伯利亞沙洲」（Novosibirsk shoal）。海域最深處約為915米，位於東北角。
東西伯利亞海南緣為冲积平原東西伯利亞低地，此地主要由遠古時期的海洋沉積物構成，當時這一帶曾被古代的維科揚斯克海覆蓋（形成於二叠纪，位於西伯利亞大陸邊緣）。隨著時間推移，這片地區與南方的拉普捷夫海逐漸在現代河流沖積下被填平。

### 气候
此地屬於極地氣候，受到大陸、大西洋與太平洋的共同影響。冬季主要受到西伯利亞的控制，西南風與南風風速約為6–7公尺/秒（時速約25公里），帶來寒冷空氣，使一月平均氣溫約為−30°C。天氣通常晴朗穩定，偶爾有氣旋入侵。來自大西洋的氣旋會導致風力與氣溫上升，而來自太平洋的氣旋則會帶來雲層、風暴與暴風雪。
夏季吹北風，6月風力較弱，7月增強至6–7公尺/秒，8月更可達10–15公尺/秒，導致海西部成為俄羅斯北岸最劇烈的海域之一，而東南部則相對平靜。北風導致海上七月均氣溫約0–1°C，沿岸約為2–3°C。天空多雲，常見毛毛雨或濕雪。
沿岸地區一年中有90至100天起霧，其中夏季佔68–75天。年降水量為100–200毫米，雖然偏低，但仍高於蒸发量。

### 水文

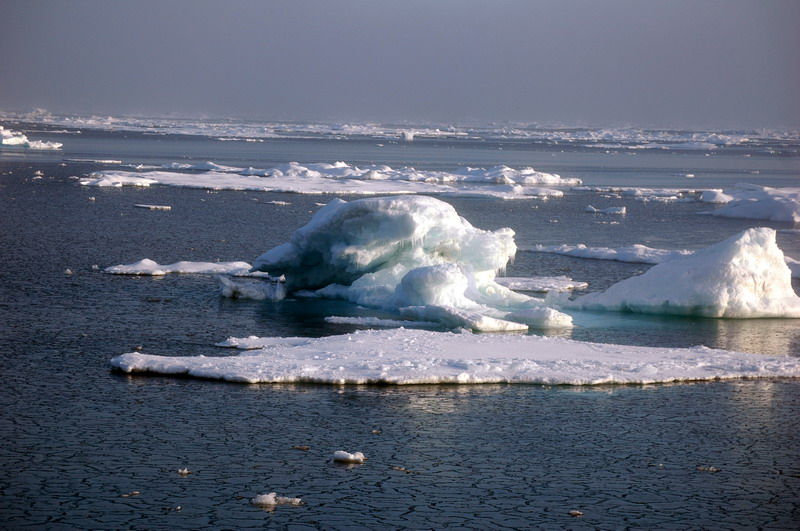
海冰

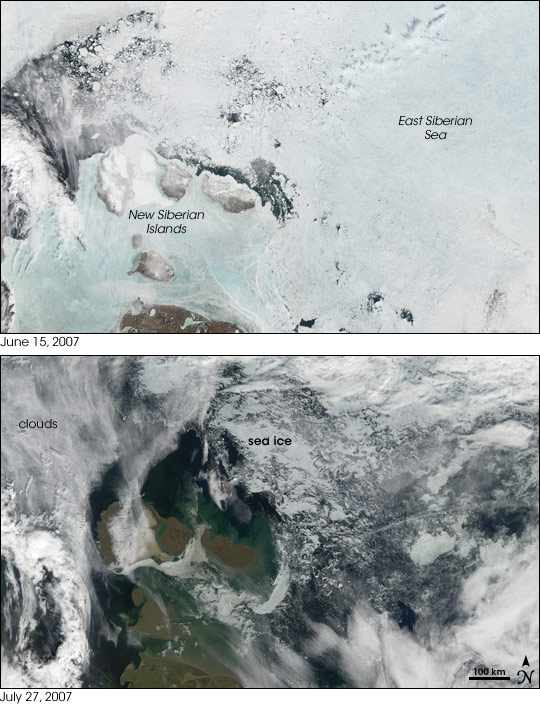
东西伯利亚海的海冰消融。上图：2007年6月15日、下图：同年7月27日。

东西伯利亚海的河流逕流量相對較小，一年約250立方公里，僅佔俄羅斯北冰洋逕流量10%。拉普捷夫海的径流量為东西伯利亚海十數倍，而楚科奇海和北冰洋的径流量皆為數十倍。
逕流流量最多者為科利马河，約132立方公里，其次是因迪吉爾卡河，約59立方公里。近9成径流於夏季流入，由于河流流量低且径流集中在海岸附近，因此对海的水文影响不大。
海水表面溫度由南向北遞減。冬季時，河口區的水溫在攝氏−0.2至0.6度之間，而北部海域則低至−1.7至−1.8度。夏季時，海灣與入海口約7–8°C，而無冰的開放海域則在2–3°C間。
表層海水的鹽度則從西南往東北逐漸升高。冬春兩季，靠近科雷馬河與印第吉爾卡河出海口的鹽度約4–5‰，到了海中央可達 28–30‰，在北部邊緣上升至 31–32‰。由於春夏融雪影響，鹽度會下降約 5‰；此外，從海底到水面，鹽度也會遞減約 5–7‰。
海面存在由西向東的穩定洋流，但流速較弱，容易受到風向影響而暫時改變流向。潮汐為半日潮（一天漲落兩次），潮差約為5至25公分。夏季因河水注入，海平面達到全年最高點，秋季時會因強風而升高；而在3至4月時則降至最低，全年水位變動範圍約為70公分。
西部海域常因風勢產生風暴，浪高可達3–5 公尺，相較之下東部海域較為平靜。夏季風暴持續1–2天，冬季則更頻繁，可持續3–5天。
海域會在10至11月間開始結冰，並持續至隔年6至7月。沿岸形成穩定的固定冰層，冬末時可厚達2公尺。往海中延伸時，冰層變為漂浮冰，厚度2–3公尺。南風吹拂下會將冰層推往北方，導致海中央出現冰間湖，但不會出現冰山。通常5月起開始融冰，首見於科雷馬河河口一帶。
由於此地沒有重工業活動，水質普遍乾淨。僅在新西伯利亞群島與弗蘭格爾島周圍偵測到少量污染（最高80微克/公升），可能是偶發性的漏油事件所致。喬恩卡灣則因當地火力發電廠與主港佩韋克的港口活動而略有污染。

## 动植物
由于此地气候恶劣，动植物相对稀少。夏季浮游生物以橈足綱為主，繁殖期虽然短暂但密集，8、9月的生物量約500萬公噸，而整年的生物量約700萬公噸。水中的营养物质主要来自河流排放和海岸侵蝕。
在海岸及冰原上則會出現海豹、海象、北极熊等哺乳動物，鳥類則有海鸥、鸕鶿。水中會出現弓頭鯨、灰鯨等鯨魚，以及鮭魚、鱈魚等。

## 历史
東西伯利亞海的沿岸自古以來就是西伯利亞北部原住民族的居住地，例如尤尤卡吉尔人與主要分布於東部的楚科奇人。這些部族以捕魚、狩獵及馴鹿牧養為生，馴鹿雪橇不僅是主要的交通工具，也是狩獵的重要輔助。到了西元2世紀左右，鄂溫人與鄂温克族加入並融合了這些原住民族群。9至15世紀之間，規模更大的鄂温克族也陸續遷入。這些民族主要是為了躲避蒙古人的勢力，由贝加尔湖地區向北遷徙。他們雖都信仰萨满教，但語言各異。
自17世紀起，俄羅斯航海者便開始駕駛科奇船沿著河口間航行，探索這片海域。1648年，謝苗·傑日尼奧夫與費多特·波波夫沿東西伯利亞海航行，從科雷馬河口一路抵達白令海的阿纳德尔河。這片海域與沿岸地形的系統性探勘與繪圖曾分別於1735–42年、1820–24年、1822年、1909年與1911–14年間陸續進行。
1930年代，科雷馬河三角洲的安巴爾奇克曾作為古拉格系統中的一個中轉勞改營。囚犯在此建設港口、搬運貨物。由於當地水淺，不利大型船舶靠港，之後航運逐漸轉移至科雷馬下游的切爾斯基，使安巴爾奇克的港口與聚落逐漸廢棄。如今該地僅設有一座氣象站，由少數人員維持運作。
此外，靠近佩韋克地區，亦曾設有兩個古拉格勞改營：「恰翁拉格」（Chaunlag，1951–1953）與「恰翁楚科奇拉格」（Chaunchukotlag，1949–1957），關押人數各約一萬人，從事礦業與建設工作。

## 人类活动

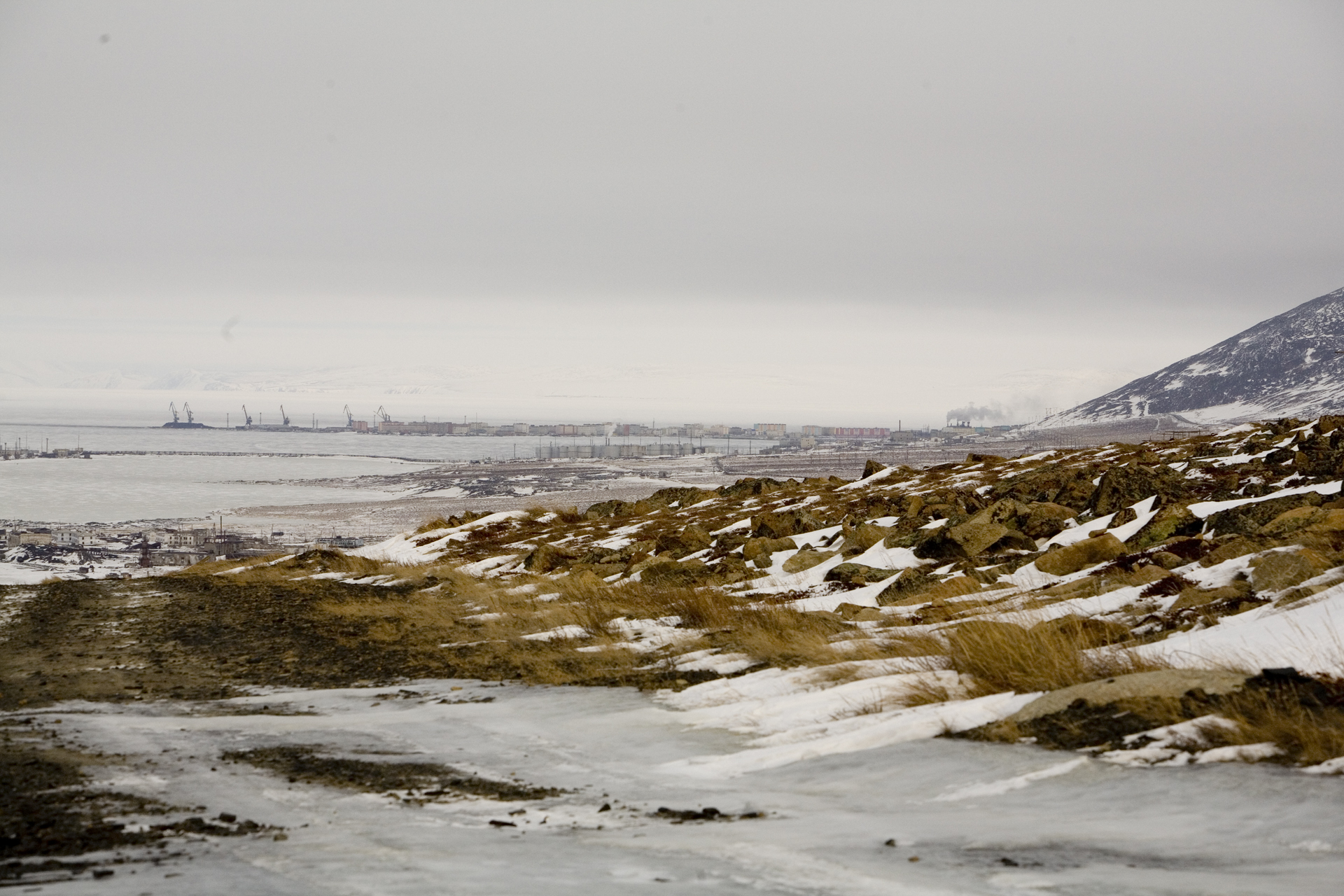
佩韦克的景色

東西伯利亞海南岸分別由俄羅斯的萨哈共和国（西段）與楚科奇自治区（東段）管理。沿岸聚落稀少且規模小，多數人口不足百人。唯一的城市是佩韦克，人口約5千人，是俄羅斯最北的城市。佩韋克與列寧格勒斯基一帶曾有金礦，然而近年來多數礦場相繼關閉，例如1990年代關閉的錫礦，導致人口外流。
這片海域主要用途為每年8至9月間進行的北方海岸貨運交通，即俄羅斯的「北方航線」一部分。然而即使是夏季，殘留浮冰仍會造成航行困難，尤其在強風將冰推向南岸時。
當地仍保留傳統的捕魚與海洋動物狩獵活動，但規模有限。漁業重點物種包括鮭魚、比目魚與螃蟹。
自1944年起，佩韋克30兆瓦火力發電廠便成為該地區主要電力來源。然而該電廠設備老舊且需大量進口燃油，因此曾提出建造一座70兆瓦浮動核電站取而代之，預計2015年啟用，但該計畫最終未能實現。

## 外部連結
- 佩韦克天气预报（俄语）
- Ecological assessment，存档于美國國會圖書館（存檔日期 2006-09-30）